# Парласко
Парласко (італ. Parlasco) — муніципалітет в Італії, у регіоні Ломбардія, провінція Лекко.
Парласко розташоване на відстані близько 530 км на північний захід від Рима, 65 км на північ від Мілана, 19 км на північ від Лекко.
Населення — 139 осіб (2014).
Щорічний фестиваль відбувається 17 січня. Покровителі — святий Антоній Великий.

## Демографія
Населення за роками:

## Сусідні муніципалітети
- Беллано
- Езіно-Ларіо
- Перледо
- Тачено
- Вендроньо